# Roca de Castellà
La Roca de Castellà és una muntanya de 808 metres del municipi de Bellprat, a la comarca de l'Anoia.